# Xiulet d'or
El Xiulet d'or és un premi atorgat al millor àrbitre espanyol de futbol, creat per la Reial Federació Espanyola de Futbol.
El premi va ser creat el 1976 pel Comitè Nacional d'Àrbitres de la Reial Federació Espanyola de Futbol. Originalment, es lliuraven dos trofeus: el xiulet d'or i el de plata, als dos millors col·legiats de la lliga de Primera Divisió de cada temporada. En aquesta primera etapa el trofeu es va lliurar fins als anys 1990. Des de la temporada 2001/02, Aficiones Unidas, organisme integrat per les federacions de penyes dels clubs de Primera i Segona Divisió, lliura anualment el trofeu Xiulet d'or als millors àrbitres d'ambdues categories, primera i segona divisió de la Lliga Espanyola.

## Premiats
Premis concedits per Aficiones Unidas:
| Temporada | Primera Divisió    | Segona Divisió       |
| 2001-02   | Iturralde González | Rubio Iniesta        |
| 2002-03   | Rodríguez Santiago | Arcas Piqueres       |
| 2003-04   | Mejuto González    | Velasco Carvallo     |
| 2004-05   | Medina Cantalejo   | Delgado Ferreiro     |
| 2005-06   | Undiano Mallenco   | Paradas Romero       |
| 2006-07   | Pérez Burrull      | Matéu Lahoz          |
| 2007-08   | Clos Gómez         | González González    |
| 2008-09   | Velasco Carballo   | Pérez Montero        |
| 2009-10   | Estrada Fernández  | Del Cerro Grande     |
| 2010-11   | Fernández Borbalán | Miranda Torres       |
| 2011-12   | Estrada Fernández  | Jaime Latre          |
| 2012-13   | Clos Gómez         | Jaime Latre          |
| 2013-14   | Mateu Lahoz        | Medié Jiménez        |
| 2014-15   | Martínez Munuera   | Figueroa Vazquez     |
| 2015-16   | Fernández Borbalán | De la Fuente Ramos   |
| 2016-17   | Gil Manzano        | Arcediano Monescillo |
| 2017-18   | Martínez Munuera   | Prieto Iglesias      |
| 2018-19   | Munuera Montero    | Figueroa Vazquez     |
| 2019-20   |                    |                      |
| 2020-21   | Gil Manzano        | Alejandro Muñiz      |